# EstaR (Curitiba)

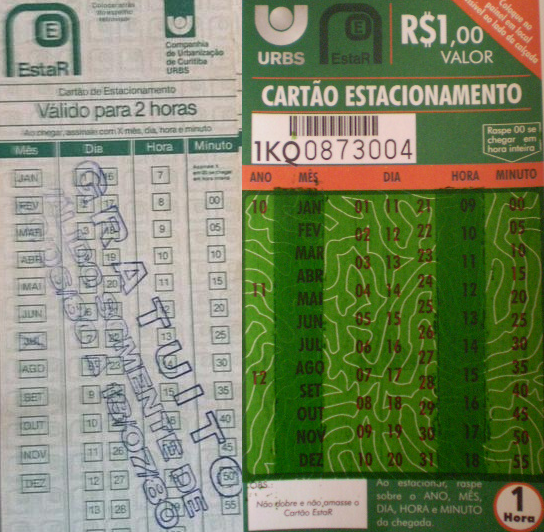
Cartões EstaR - da década de 1980 (em branco) e da década de 2010 (em verde)

EstaR (Estacionamento Regulamentado) é um sistema de rotatividade adotada pela Prefeitura Municipal de Curitiba para gerenciar as vagas públicas de estacionamento urbano no anel central da cidade e nos bairros próximos ao Centro de Curitiba. Este serviço a administrado pela SETRAN.

## Histórico
O EstaR foi criado em 1 de julho de 1981 para democratizar o espaço público urbano, sendo a segunda cidade do Brasil a utilizar este tipo de gerenciamento nas vias públicas. A primeira urbe brasileira a gerenciar, desta forma, o espaço público brasileiro foi a cidade de São Paulo.
Originalmente o EstaR funcionava em 22 ruas com 1.200 vagas e ao completar 30 anos de funcionamento (2010) o sistema conta com mais de 100 ruas e com 8.295 vagas.

## Metodologia
O Estar é gerenciado utilizando-se de volantes (cartão) impressos adquiridos pelos motoristas em comércios credenciados de URBS para a sua venda. Até 2008 estes volantes (cartão) eram vendidos também pelos funcionários que fiscalizavam o sistema, porém, para evitar a prática, corriqueira, de roubo contra este profissional, os funcionários não mais vendem o "EstaR". Estes volantes possuem validades de 1 hora podendo ser utilizado em até 3 horas (são poucas as vagas destinadas para 3  horas), porém, na grande maioria das vagas o tempo permitido é de no máximo 2 horas de uso da vaga na mesma quadra. Após o término deste período, demarcado no cartão, o usuário/motorista é obrigado a sair do local ou colocar o veículo em outra quadra, sob risco de ser multado pela prática de estacionamento irregular. Existem, demarcados nas vias, lugares exclusivos para carga e descarga ou veículos acima de 1,6 t que também necessitam do cartão para o uso do sistema.
Quem fiscaliza de monitora o sistema "EstaR" são funcionários da URBS contratados, através de concurso público, exclusivamente para atuar no sistema.